# Hypolaena robusta
Hypolaena robusta là một loài thực vật có hoa trong họ Restionaceae. Loài này được Meney & Pate mô tả khoa học đầu tiên năm 1996.